# Liste der Biografien/Jach
Liste der Biografien |
Portal Biografien |
Personensuche
# |
A |
B |
C |
D |
E |
F |
G |
H |
I |
J |
K |
L |
M |
N |
O |
P |
Q |
R |
S |
T |
U |
V |
W |
X |
Y |
Z |
?
 
Ja |
Jb |
Jd |
Je |
Jh |
Ji |
Jj |
Jl |
Jn |
Jm |
Jo |
Jp |
Jr |
Js |
Jt |
Ju |
Jv |
Jw |
Jy
 
Jaa |
Jab |
Jac |
Jad |
Jae |
Jaf |
Jag |
Jah |
Jai |
Jaj |
Jak |
Jal |
Jam |
Jan |
Jao |
Jap |
Jaq |
Jar |
Jas |
Jat |
Jau |
Jav |
Jaw |
Jax |
Jay |
Jaz
 
Jaca |
Jacc |
Jace |
Jach |
Jaci |
Jack |
Jacl |
Jacm |
Jacn |
Jaco |
Jacq |
Jacs |
Jacu |
Jacz
Die Liste der Biografien führt alle Personen auf, die in der deutschsprachigen Wikipedia einen Artikel haben. Dieses ist eine Teilliste mit 45 Einträgen von Personen, deren Namen mit den Buchstaben „Jach“ beginnt.

## Jach
- Jach, Elsa-Sophie (* 1991), deutsche Theaterregisseurin und Dramaturgin
- Jach, Jarosław (* 1994), polnischer Fußballspieler
- Jäch, Manfred A. (* 1958), österreichischer Koleopterologe
- Jach, Michał (* 1951), polnischer Politiker, Mitglied des Sejm

### Jache
- Jachet de Mantua (1483–1559), franko-flämischer Komponist, Sänger und Kapellmeister der Renaissance

### Jachi
- Jachiet, Denis (* 1962), französischer Geistlicher, römisch-katholischer Bischof von Belfort-Montbéliard
- Jachimecki, Zdzisław (1882–1953), polnischer Musikwissenschaftler und -pädagoge
- Jachimowicz, Theodor (1800–1889), österreichischer Theatermaler
- Jachimowitsch, Warwara Lwowna (1913–1994), sowjetische bzw. russische Geologin
- Jachin, Alexei Alfredowitsch (* 1984), russischer Eishockeytorwart
- Jachin, Ernest Robertowitsch (* 1991), russischer Nordischer Kombinierer
- Jachina, Gusel (* 1977), tatarische Filmemacherin und SchriftstellerinGusel Jachina (* 1977)

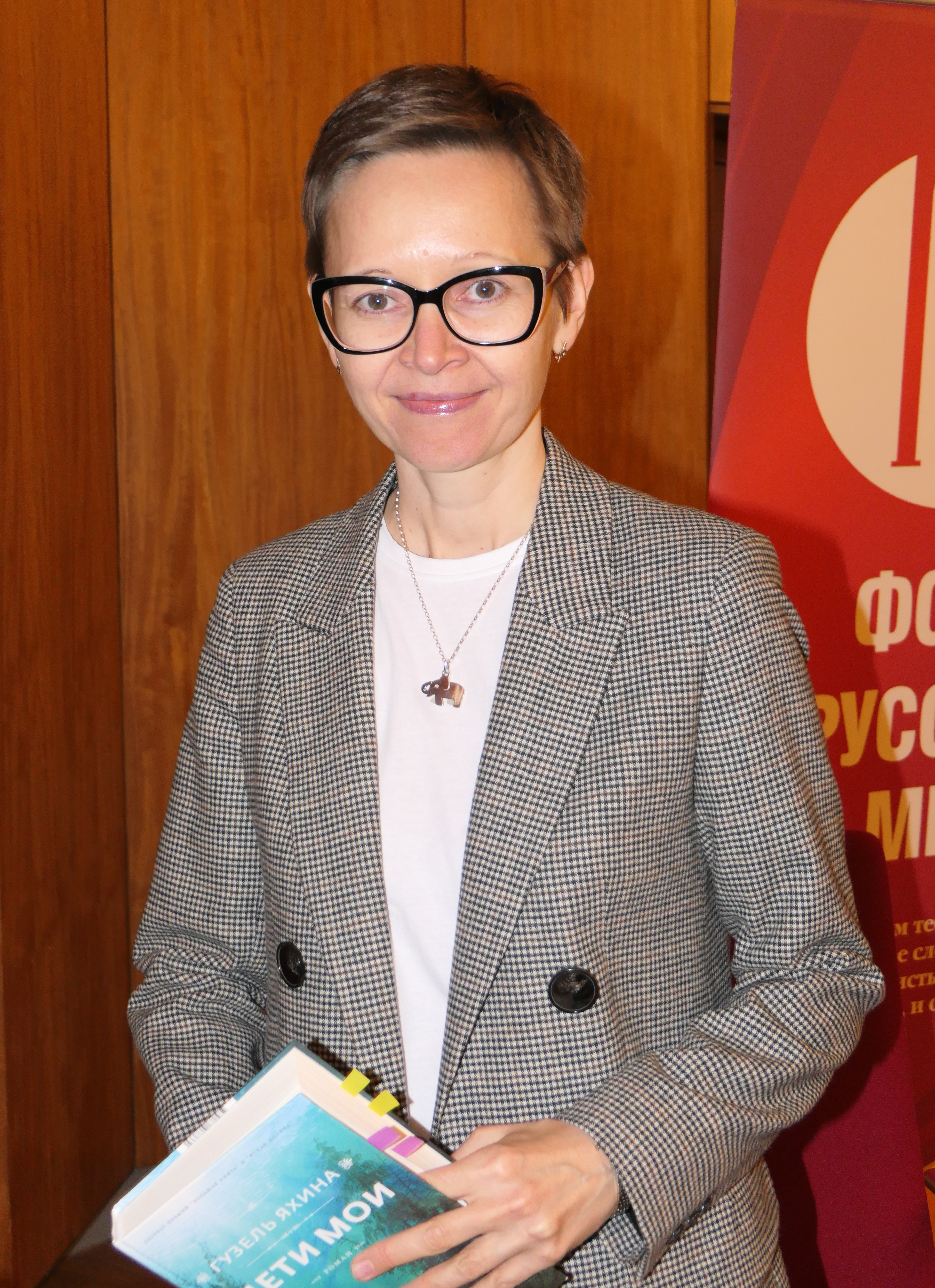
Gusel Jachina (* 1977)

- Jachino, Silvana (1916–2004), italienische Schauspielerin
- Jachira, Klaudia (* 1988), polnische Schauspielerin und Politikerin

### Jachj
- Jachja, Walid Chaddsch (1936–2015), israelischer Politiker

### Jachl
- Jachlakowa, Marina (* 1991), russische Pianistin
- Jachlewski, Mateusz (* 1984), polnischer Handballspieler

### Jachm
- Jachmann, Alfred (1829–1918), deutscher Verwaltungsbeamter und Bankier
- Jachmann, Christine (* 1946), deutsche Architektin
- Jachmann, Eduard von (1822–1887), deutscher Vizeadmiral
- Jachmann, Günther (1887–1979), deutscher klassischer Philologe
- Jachmann, Karl (* 1869), deutscher Politiker (DVP), MdL
- Jachmann, Reinhold Bernhard (1767–1843), deutscher Theologe und Pädagoge, preußischer neuhumanistischer Schulreformer
- Jachmann, Siegfried von (1867–1945), deutscher Konteradmiral der Kaiserlichen Marine
- Jachmann, Willi, deutscher Fußballspieler
- Jachmann-Michel, Monika (* 1963), deutsche Juristin und Hochschullehrerin

### Jachn
- Jachna, Wojciech (* 1976), polnischer Jazz- und Improvisationsmusiker (Trompete)
- Jachnadschiew, Iwan (* 1948), bulgarischer Künstler
- Jachnick, Karl (1770–1851), preußischer Generalmajor
- Jachnicki, Dawid (* 1991), polnischer Naturbahnrodler
- Jachnicki, Matyáš (* 1999), tschechischer Volleyballspieler
- Jachno, Jelysaweta (* 1998), ukrainische Synchronschwimmerin
- Jachnow, Helmut (* 1939), deutscher Slawist

### Jacho
- Jachontow, Jewgeni Grigorjewitsch (1896–1964), russischer Physiker und Hochschullehrer
- Jachontow, Sergej Jewgenjewitsch (1926–2018), sowjetischer und russischer Sprachwissenschaftler und Sinologe
- Jachowicz, Józef (1862–1941), polnischer Politiker, Mitglied des Sejm

### Jachs
- Jachs, Christian (1966–2016), österreichischer Politiker (ÖVP), Mitglied des Bundesrates
- Jachs, Johanna (* 1991), österreichische Juristin und Politikerin (ÖVP)
- Jachs, Maria Christine (* 1956), österreichische Politikerin (ÖVP), Landtagsabgeordneter

### Jacht
- Jachtchenko, Wladislaw (* 1985), deutscher Vortragsredner, Kommunikationstrainer und Autor
- Jachtenfuchs, Markus (* 1961), deutscher Politikwissenschaftler
- Jachtmann, Ernst (1907–1980), deutscher Flugpionier
- Jachtmann, Jan-Peter (* 1968), deutscher Pokerspieler
- Jachtmann, Johann Ludwig (1776–1842), preußischer Hofmedailleur

### Jachy
- Jachym, Franz (1910–1984), österreichischer Geistlicher, Koadjutorerzbischof in Wien